# George Heinrich von Blanckenburg
George Heinrich von Blanckenburg, auch von Blankenburg, (* 2. Februar 1717; † 13. Januar oder 13. Februar 1779) war ein preußischer Landrat. Er stand von 1756 bis zu seinem Tode dem Kreis Schivelbein in der Neumark vor.
Er stammte aus der uradligen uckermärkischen Familie von Blanckenburg. Sein gleichnamiger Vater George Heinrich von Blanckenburg (* 1687; † 1738) war Erbherr auf Petershagen, Schlenzig und weiteren Gütern. Seine Mutter war eine geborene von Podewils.
George Heinrich von Blanckenburg studierte ab 1736 an der Universität Frankfurt (Oder). Nach dem Tod seines Vaters teilte er im Jahre 1738 das Erbe mit seinen Brüdern so, dass er in Hinterpommern die Güter Moitzelfitz (a) und Stolzenberg (b) erhielt. Im Jahre 1743 konnte er das zu Moitzelfitz (a) gehörende, verpfändete Ackerwerk Steinburg einlösen.
Er wurde nach dem Tod des Landrates Joachim Ehrenreich von Benekendorff im Jahre 1756 zum neuen Landrat des Kreises Schivelbein gewählt; der Kreis Schivelbein gehörte damals zur Neumark. Das Amt übte er bis zu seinem Tod aus. Sein Nachfolger wurde Johann George Friedrich von Leckow.
Während seiner Amtszeit als Landrat wohnte er auf seinem Gut Schlenzig im Kreis Schivelbein. Er war mit Ernestine Leonore, einer geborenen von Wobeser aus dem Hause Bellin, verheiratet.